# نهر لواما
نهر لواما هو أحد روافد نهر لوالابا في جمهورية الكونغو الديمقراطية.

## الموقع
يرتفع نهر لواما في الجبال إلى الغرب من بحيرة تنجانيقا ، في إقليم كاليمي في منطقة تنجانيقا. يتدفق من الشمال والشمال الغربي إلى إقليم كابامباري في مانييما، ثم يتجه إلى الجنوب الغربي ، ويدخل في لوالابا فوق كاسونغو. يحتوي النهر على خمسة مصادر في الجبال، اثنان منها يزيد ارتفاعهما عن 2000 متر (6600 قدم). تشمل مناطق منابع المياه أعلى منبع بين ميندي نظامًا من الأراضي الرطبة يبلغ طولها حوالي 130 كيلومترًا (81 ميلًا) وتغطي حوالي 60 ألف هكتار (150 ألف فدان). تحت هذه الأراضي الرطبة، يسقط النهر إلى أسفل ثلاث شلالات ويتضمن العديد من المنحدرات الصغيرة. تدخل Luama إلى لوالابا من الشرق بعد المنحدرات أسفل كانغولو وقبل أن يتحول لوالابا إلى الشمال الغربي في الامتداد فوق كِبومو Kibombo.
يحد نهر لواما من الجنوب حزام الغوريلا الشرقية، ويحدها من الغرب نهر لوالابا، وصدع ألبرتين من الشرق ونهر ليندي من الشمال.